# Feberträd
Feberträd (Eucalyptus globulus) är en art i familjen myrtenväxter. Arten kommer ursprungligen från sydöstra Australien och Tasmanien. I Sverige används arten som ettårig utplanteringsväxt, krukväxt och snittgrönt. Andra namn på trädet är eukalyptus och blågummiträd.

## Beskrivning
Eukalyptus kan bli cirka 100 meter hög men vanligen 30-55 meter och har dimorfologiska blad. De unga bladen är runda till formen, blågröna och något vaxiga. De äldre bladen har korta bladskaft och är lieformade och mer grågröna till färgen. De äldre grenarna bär blommor, som sitter i bladvecken som består av fyra foderblad med en vaxig karaktär. Blomman har sedan fyra kronblad som tillsammans med foderbladen bildar en urnformad struktur. Då trädet kommer i blomning kommer locket, bestående av kronbladen att lossna, och ett stort antal ståndare framträder ur blomman, vilka är vita till färgen. Frukterna omges av ett träigt yttre och innehåller många mindre frön.

## Historisk användning
Man trodde på 1800-talet att eukalyptus kunde ersätta användandet av kinabarken mot malaria. Senare visade det sig att detta inte var sant, då E. globulus inte har några antimalariaegenskaper. Eukalyptus har även använts mot frossa, difteri, åkommor i andningsorgan och urinorganen och som smärtstillande vid neuroallergier. Detta med invärtes och utvärtes bruk. Eukalyptusträdet används i sin helhet idag för att torka ut sumpmarker, så att marken blir brukbar. Träet från Eucalyptus spp. används vanligen till byggnader och bränsle i Australien, av barken görs det papper. Idag används eukalyptolen och bladen från plantan till att smaksätta livsmedel. Även den eteriska oljan används som den är och även i honungsproduktionen.

## Eukalyptusoljan
Den eteriska eukalyptusoljan, eucalypti aetheroleum, är svagt gul eller färglös och beskrivs lukta något som kamfer. Oljan tas fram med hjälp av ångdestillation då man använder blad och unga grenar som är rika på 1-8 cineol. Utbytet av den eteriska oljan kan vara mellan 5 och 35 ml/kg. Smältpunkten på oljan är -1 °C.
Förutom 1-8 cineol innehåller E. globulus även många andra substanser, bland annat i grupperna:
- alifatiska alkanoater
- alifatiska β-diketoner
- flavonoider
- Ketoner
- FPC:er
- Flavonoider
- Tanniner
- Monoterpener
- sesquiterpener

E. globulus använder sig av tanninerna för att avskräcka insekter från att äta trädets blad. Alkanoaterna har även visats ha en mycket liten variation i mängd från träd till träd inom arten. Alkanoaten benzyl n-tetraconsanoate fungerar avskräckande för insekten M. privata då den vid närvaro av alkanoaten inte vill lägga ägg i E. globulus, detta på grund av dess xenobiotiska effekt.

## Toxikologi
Dessa fall är vid oralt intag av oljan eucalypti aethtoleum:
Den eteriska oljans letala dos 50 (LD50) är beräknad till 353±64 mg/kg (n=10) för möss. Den dödliga dosen för möss i ett annat fall är då beräknad till 1,7 ml/kg.
Vid ett intag av 10 ml eucalypti aetheroleum hos en tre år gammal pojke gavs de toxiska symptomen magbränna, illamående och kräkningar. Efter magpumpning var han helt återställd efter 24 timmar. Konvulsioner (kramper) kan även inträffa hos barn, men är mindre vanligt hos vuxna. Normal toxiska dos för en vuxen människa är 30 ml, men toxicitet har inträffat vid lägre intag.

## Medicinsk användning
Eukalyptusbladen kan placeras topikalt (på huden) mot smärta, och neuropatisk smärta. Oljan används även mot luftrörskatarr och reumatiska sjukdomar.
Många livsmedel idag har namn med eukalyptus i. Dock är det svårt att avgöra om produkten verkligen innehåller eukalyptus, då smaktillsatsen ofta benämns som aromämnen under innehållsförteckningen.